# 兹德拉夫科·耶日奇
兹德拉夫科·耶日奇（1931年8月17日—2005年6月19日），克罗地亚男子水球运动员。他曾代表南斯拉夫国家队参加1952年、1956年和1960年夏季奥林匹克运动会水球比赛，获得二枚银牌。